# Lepanthes wageneri
Lepanthes wageneri là một loài thực vật có hoa trong họ Lan. Loài này được Rchb. mô tả khoa học đầu tiên năm 1855.